# یواس‌اس ماسکاتین (ای‌کی-۱۹۷)
یواس‌اس ماسکاتین (ای‌کی-۱۹۷) (به انگلیسی: USS Muscatine (AK-197)) یک کشتی بود که طول آن 388' 8" بود. این کشتی در سال ۱۹۴۴ ساخته شد.